# Ojka
Ojka (kroatiska: ojkanje), eller ojk, är en traditionell polyfonisk sång från det dalmatinska inlandet i södra Kroatien. Sången karaktäriseras av sångarnas distinkta vibrato. 2010 upptogs ojka på Unescos lista över mänsklighetens immateriella kulturarv.

## Historia
Ojkans ursprung anses vara av förslaviskt, möjligtvis illyriskt, ursprung med rötter i antikens Dalmatien som då omfattade dagens Dalmatien, Bosnien och Hercegovina och Montenegro – områden som under folkvandringstiden gradvis kom att befolkas av slaver. Idag lever traditionen kvar i det dalmatinska inlandet och de dinariska alperna.

## Sången
Sången är kromatisk och framförs av minst två sångare, både manliga och kvinnliga. Temat för sången varierar och kan vara kärlek och politik.